# Champions Trophy d'Asie masculin 2021
Navigation
2018 2023
Le Champions Trophy d'Asie masculin 2021 est la 6e édition du Champions Trophy d'Asie masculin, un tournoi biennal de hockey sur gazon pour les six meilleures équipes nationales masculines asiatiques organisé par la Fédération asiatique de hockey sur gazon.
Il devait initialement se tenir du 17 au 27 novembre 2020 au Maulana Bhasani Hockey Stadium à Dacca, au Bangladesh,. En août 2020, la Fédération asiatique de hockey a annoncé que le tournoi serait reporté en raison de la pandémie de Covid-19 en Asie à 2021, qui se tiendra du 11 au 19 mars 2021. En janvier 2021, le tournoi a de nouveau été reporté et il était prévu de se tenir du 1er au 9 octobre 2021. Le tournoi a de nouveau été reporté en septembre 2021 et est désormais prévu pour décembre 2021.

## Équipes participantes
Outre le pays hôte, le Bangladesh, les cinq équipes suivantes participeront.
| Équipe       | Apparition | Dernière apparition | Précédente meilleure performance |
| ------------ | ---------- | ------------------- | -------------------------------- |
| Bangladesh   | 1re        | Non                 | Début                            |
| Inde         | 6e         | 2018                | Champion: (2011, 2016, 2018)     |
| Japon        | 6e         | 2018                | Vice-champion: (2013)            |
| Pakistan     | 6e         | 2018                | Champion: (2012, 2013, 2018)     |
| Corée du Sud | 4e         | 2018                | Quatrième: (2016)                |

## Résultats
Toutes les heures correspondent à l'heure normale du Bangladesh (UTC+6).

### Premier tour
| Rang | Équipe       | J | V | N | D | BP | BC | Diff | Pts | Qualification |
| ---- | ------------ | - | - | - | - | -- | -- | ---- | --- | ------------- |
| 1    | Inde         | 4 | 3 | 1 | 0 | 20 | 3  | +17  | 10  | Demi-finales  |
| 2    | Corée du Sud | 4 | 1 | 3 | 0 | 11 | 10 | +1   | 6   | Demi-finales  |
| 3    | Pakistan     | 4 | 1 | 2 | 1 | 10 | 8  | +2   | 5   | Demi-finales  |
| 4    | Japon        | 4 | 1 | 2 | 1 | 8  | 9  | -1   | 5   | Demi-finales  |
| 5    | Bangladesh   | 4 | 0 | 0 | 4 | 4  | 23 | -19  | 0   |               |

Source: FIH
En cas d'égalité de points de plusieurs équipes à l'issue des matchs de poule, les critères suivants sont appliqués dans l'ordre indiqué pour établir leur classement:
1. Points,
2. Matchs gagnés,
3. Différence de buts,
4. Buts pour,
5. Plus grand nombre de points obtenus dans les matchs de poule disputés entre les équipes concernées,
6. Buts en plein jeu pour.

#### 1rejournée
| Match 1                | (3) Inde                   | 2 - 2   | Corée du Sud (16)                    |                                                                      |                                                                      |
| 14 décembre 2021 15h30 | Lalit 3e · Harmanpreet 33e | (1 - 0) | 42e Jang Jonghyun · 46e Kim Sunghyun | Arbitrage : Salim Lucky Michiel Otten Arbitre vidéo : Shigeki Kodama | Arbitrage : Salim Lucky Michiel Otten Arbitre vidéo : Shigeki Kodama |
| 14 décembre 2021 15h30 | Rapport                    |         |                                      | Arbitrage : Salim Lucky Michiel Otten Arbitre vidéo : Shigeki Kodama | Arbitrage : Salim Lucky Michiel Otten Arbitre vidéo : Shigeki Kodama |

| Match 2 | (17) Japon | 0 - 0   | Pakistan (18) |                                                                          |                                                                          |
| 18h00   |            | (0 - 0) |               | Arbitrage : Rajput Sourabh Federico Silva Arbitre vidéo : Gabriel Labate | Arbitrage : Rajput Sourabh Federico Silva Arbitre vidéo : Gabriel Labate |
| 18h00   | Rapport    |         |               | Arbitrage : Rajput Sourabh Federico Silva Arbitre vidéo : Gabriel Labate | Arbitrage : Rajput Sourabh Federico Silva Arbitre vidéo : Gabriel Labate |

Repos:  Bangladesh

#### 2ejournée
| Match 3                | (38) Bangladesh | 0 - 9   | Inde (3)                                                                                                  |                                                                     |                                                                     |
| 15 décembre 2021 15h30 |                 | (0 - 3) | 12e, 22e, 44e Dilpreet · 29e Lalit · 31e, 43e Jarmanpreet · 54e Akashdeep · 55e Mandeep · 57e Harmanpreet | Arbitrage : You Hyosik Shigeki Kodama Arbitre vidéo : Michiel Otten | Arbitrage : You Hyosik Shigeki Kodama Arbitre vidéo : Michiel Otten |
| 15 décembre 2021 15h30 | Rapport         |         | | Arbitrage : You Hyosik Shigeki Kodama Arbitre vidéo : Michiel Otten | Arbitrage : You Hyosik Shigeki Kodama Arbitre vidéo : Michiel Otten |

| Match 4 | (16) Corée du Sud                                        | 3 - 3   | Japon (17)                                  |                                                                       |                                                                       |
| 18h00   | Jang Jonghyun 30e · Kim Hyeongjin 42e · Kim Sunghyun 55e | (1 - 2) | 20e Kirishita · 25e Murata · 37e Ke. Tanaka | Arbitrage : Shahbaz Ali Gabriel Labate Arbitre vidéo : Rajput Sourabh | Arbitrage : Shahbaz Ali Gabriel Labate Arbitre vidéo : Rajput Sourabh |
| 18h00   | Rapport                                                  |         |                                             | Arbitrage : Shahbaz Ali Gabriel Labate Arbitre vidéo : Rajput Sourabh | Arbitrage : Shahbaz Ali Gabriel Labate Arbitre vidéo : Rajput Sourabh |

Repos:  Pakistan

#### 3ejournée
| Match 5                | (3) Inde                            | 3 - 1   | Pakistan (18) |                                                                    |                                                                    |
| 17 décembre 2021 15h30 | Harmanpreet 9e, 53e · Akashdeep 42e | (1 - 0) | 45e Junaid    | Arbitrage : Shahbaz Ali Federico Silva Arbitre vidéo : Salim Lucky | Arbitrage : Shahbaz Ali Federico Silva Arbitre vidéo : Salim Lucky |
| 17 décembre 2021 15h30 | Rapport                             |         |               | Arbitrage : Shahbaz Ali Federico Silva Arbitre vidéo : Salim Lucky | Arbitrage : Shahbaz Ali Federico Silva Arbitre vidéo : Salim Lucky |

| Match 6 | (38) Bangladesh      | 2 - 3   | Corée du Sud (16)                                        |                                                                          |                                                                          |
| 18h00   | Arshad 8e · Deen 59e | (1 - 1) | 15e Jang Jonghyun · 48e Ji Woo Cheon · 54e Park Cheoleon | Arbitrage : Rajput Sourabh Gabriel Labate Arbitre vidéo : Shigeki Kodama | Arbitrage : Rajput Sourabh Gabriel Labate Arbitre vidéo : Shigeki Kodama |
| 18h00   | Rapport              |         |                                                          | Arbitrage : Rajput Sourabh Gabriel Labate Arbitre vidéo : Shigeki Kodama | Arbitrage : Rajput Sourabh Gabriel Labate Arbitre vidéo : Shigeki Kodama |

Repos:  Japon

#### 4ejournée
| Match 7                | (16) Corée du Sud                                      | 3 - 3   | Pakistan (18)             |                                                                    |                                                                    |
| 18 décembre 2021 15h30 | Kim Kyubeom 14e · Ji Woo Cheon 42e · Jang Jonghyun 56e | (1 - 1) | 24e Afraz · 33e, 57e Rana | Arbitrage : Salim Lucky Shigeki Kodama Arbitre vidéo : Shahbaz Ali | Arbitrage : Salim Lucky Shigeki Kodama Arbitre vidéo : Shahbaz Ali |
| 18 décembre 2021 15h30 | Rapport                                                |         |                           | Arbitrage : Salim Lucky Shigeki Kodama Arbitre vidéo : Shahbaz Ali | Arbitrage : Salim Lucky Shigeki Kodama Arbitre vidéo : Shahbaz Ali |

| Match 8 | (38) Bangladesh | 0 - 5   | Japon (17)                                                     |                                                                     |                                                                     |
| 18h00   |                 | (0 - 2) | 21e Ke. Tanaka · 24e Fujishima · 36e, 42e Kato · 57e S. Tanaka | Arbitrage : Michiel Otten You Hyosik Arbitre vidéo : Federico Silva | Arbitrage : Michiel Otten You Hyosik Arbitre vidéo : Federico Silva |
| 18h00   | Rapport         |         |                                                                | Arbitrage : Michiel Otten You Hyosik Arbitre vidéo : Federico Silva | Arbitrage : Michiel Otten You Hyosik Arbitre vidéo : Federico Silva |

Repos:  Inde

#### 5ejournée
| Match 9                | (3) Inde                                                                         | 6 - 0   | Japon (17) |                                                                |                                                                |
| 19 décembre 2021 15h30 | Harmanpreet 10e, 53e · Dilpreet 23e · Jarmanpreet 34e · Sumit 46e · Shamsher 54e | (2 - 0) |            | Arbitrage : Shahbaz Ali Salim Lucky Arbitre vidéo : You Hyosik | Arbitrage : Shahbaz Ali Salim Lucky Arbitre vidéo : You Hyosik |
| 19 décembre 2021 15h30 | Rapport                                                                          |         |            | Arbitrage : Shahbaz Ali Salim Lucky Arbitre vidéo : You Hyosik | Arbitrage : Shahbaz Ali Salim Lucky Arbitre vidéo : You Hyosik |

| Match 10 | (39) Bangladesh | 2 - 6   | Pakistan (18)                                                        |                                                                          |                                                                          |
| 18h00    | Arshad 13e, 35e | (1 - 4) | 14e, 26e Ahmed Nadeem · 18e, 38e Ajaz Ahmad · 24e Afraz · 34e Razzaq | Arbitrage : Rajput Sourabh Shigeki Kodama Arbitre vidéo : Gabriel Labate | Arbitrage : Rajput Sourabh Shigeki Kodama Arbitre vidéo : Gabriel Labate |
| 18h00    | Rapport         |         |                                                                      | Arbitrage : Rajput Sourabh Shigeki Kodama Arbitre vidéo : Gabriel Labate | Arbitrage : Rajput Sourabh Shigeki Kodama Arbitre vidéo : Gabriel Labate |

Repos:  Corée du Sud

### Tour à élimination directe
|  | Demi-finales      | Demi-finales |                        |       | Finale | Finale |
|  | Demi-finales      | Demi-finales |                        |       | Finale | Finale |
|  |                   |              |                        |       |        |        |
|  |                   |              |                        |       |        |        |
|  |                   |              |                        |       |        |        |
|  | Inde (3)          | 3            |                        |       |        |        |
|  | Inde (3)          | 3            |                        |       |        |        |
|  | Japon (17)        | 5            |                        |       |        |        |
|  | Japon (17)        | 5            | Corée du Sud (16)      | 3 (4) |        |        |
|  |                   |              | Corée du Sud (16)      | 3 (4) |        |        |
|  |                   | Japon (17)   | 3 (2)                  |       |        |        |
|  | Corée du Sud (16) | Japon (17)   | 3 (2)                  | 6     |        |        |
|  | Corée du Sud (16) |              |                        | 6     |        |        |
|  | Pakistan (18)     | 5            |                        |       |        |        |
|  | Pakistan (18)     | 5            | Match pour la 3e place |       |        |        |
|  |                   |              |                        |       |        |        |
|  |                   |              |                        |       |        |        |
|  |                   |              |                        |       |        |        |
|  | Inde (3)          | 4            |                        |       |        |        |
|  | Inde (3)          | 4            |                        |       |        |        |
|  | Pakistan (18)     | 3            |                        |       |        |        |
|  | Pakistan (18)     | 3            |                        |       |        |        |

#### Demi-finales
| Match 11               | (16) Corée du Sud                                                    | 6 - 5   | Pakistan (18)                                                   |                                                                          |                                                                          |
| 21 décembre 2021 15h30 | Jang Jonghyun 11e, 12e, 25e, 56e · Yang Jihun 30e · Jeong Junwoo 44e | (4 - 3) | 3e Umar Bhutta · 22e Junaid · 30e Afraz · 47e, 50e Mubashar Ali | Arbitrage : Gabriel Labate Federico Silva Arbitre vidéo : Rajput Sourabh | Arbitrage : Gabriel Labate Federico Silva Arbitre vidéo : Rajput Sourabh |
| 21 décembre 2021 15h30 | Rapport                                                              |         |                                                                 | Arbitrage : Gabriel Labate Federico Silva Arbitre vidéo : Rajput Sourabh | Arbitrage : Gabriel Labate Federico Silva Arbitre vidéo : Rajput Sourabh |

| Match 12 | (3) Inde                                    | 3 - 5   | Japon (17)                                                       |                                                                  |                                                                  |
| 18h00    | Dilpreet 17e · Harmanpreet 53e · Hardik 59e | (1 - 3) | 1e Yamada · 2e Fujishima · 29e Kirishita · 35e Kawabe · 41e Ooka | Arbitrage : Michiel Otten You Hyosik Arbitre vidéo : Salim Lucky | Arbitrage : Michiel Otten You Hyosik Arbitre vidéo : Salim Lucky |
| 18h00    | Rapport                                     |         |                                                                  | Arbitrage : Michiel Otten You Hyosik Arbitre vidéo : Salim Lucky | Arbitrage : Michiel Otten You Hyosik Arbitre vidéo : Salim Lucky |

#### Troisième et quatrième place
| Match 13               | (3) Inde                                               | 4 - 3   | Pakistan (18)                           |                                                                         |                                                                         |
| 22 décembre 2021 15h30 | Harmanpreet 2e · Sumit 45e · Varun 53e · Akashdeep 57e | (1 - 1) | 10e Afraz · 33e Rana · 57e Ahmed Nadeem | Arbitrage : Michiel Otten Gabriel Labate Arbitre vidéo : Federico Silva | Arbitrage : Michiel Otten Gabriel Labate Arbitre vidéo : Federico Silva |
| 22 décembre 2021 15h30 | Rapport                                                |         |                                         | Arbitrage : Michiel Otten Gabriel Labate Arbitre vidéo : Federico Silva | Arbitrage : Michiel Otten Gabriel Labate Arbitre vidéo : Federico Silva |

#### Finale
| Match 14               | (16) Corée du Sud                                       | 3 - 3             | Japon (17)                               |                                                                      |                                                                      |
| 22 décembre 2021 18h00 | Jeong Junwoo 8e · Jang Jonghyun 55e, 60e                | (1 - 2)           | 24e Nagayoshi · 29e Ooka · 37e Kirishita | Arbitrage : Salim Lucky Rajput Sourabh Arbitre vidéo : Michiel Otten | Arbitrage : Salim Lucky Rajput Sourabh Arbitre vidéo : Michiel Otten |
| 22 décembre 2021 18h00 | Rapport                                                 |                   |                                          | Arbitrage : Salim Lucky Rajput Sourabh Arbitre vidéo : Michiel Otten | Arbitrage : Salim Lucky Rajput Sourabh Arbitre vidéo : Michiel Otten |
| 22 décembre 2021 18h00 | Lee Jungjun · Ji Woo Cheon · Hwang Taeli · Lee Hyeseung | Tirs au but 4 - 2 | Fujishima · Ooka · Kawabe · S. Tanaka    | Arbitrage : Salim Lucky Rajput Sourabh Arbitre vidéo : Michiel Otten | Arbitrage : Salim Lucky Rajput Sourabh Arbitre vidéo : Michiel Otten |

## Classement final
| Rang | Équipe       | J | V | N | D | BP | BC | Diff | Pts | Résultat         |
| ---- | ------------ | - | - | - | - | -- | -- | ---- | --- | ---------------- |
| 1    | Corée du Sud | 6 | 2 | 4 | 0 | 20 | 18 | +2   | 10  | Champion         |
| 2    | Japon        | 6 | 2 | 3 | 1 | 16 | 15 | +1   | 9   | Vice-champion    |
| 3    | Inde         | 6 | 4 | 1 | 1 | 27 | 11 | +16  | 13  | Troisième        |
| 4    | Pakistan     | 6 | 1 | 2 | 3 | 18 | 18 | 0    | 5   | Quatrième        |
| 5    | Bangladesh   | 4 | 0 | 0 | 4 | 4  | 23 | -19  | 0   | Phase de groupes |